# Amélie Svensson
Amélie Svensson, född 28 augusti 1996 i Tyskland, är en svensk friidrottare (hinderlöpning samt medel- och långdistanlöpning). Hon tävlar för Sävedalens AIK.
Svensson deltog 2015 på 3 000 meter hinder vid junior-EM i Eskilstuna. I försöken satte hon ny personligt rekord med 10:27,02 vilket gav en finalplats där hon sedan med 10:40.61 gick in på en sjätteplats.
Vid 2020 års utomhus-SM vann hon guld på 3 000 meter hinder.

## Personliga rekord
| Utomhus - 800 meter – 2.19,06 (Baunatal, Tyskland 9 juni 2013) - 1 500 meter – 4.24,59 (Pfungstadt, Tyskland 18 juni 2022) - 3 000 meter – 9.43,62 (Varberg, Sverige 15 juli 2019) - 5 000 meter – 17.37,23 (Eskilstuna, Sverige 26 augusti 2018) - 2 000 meter hinder – 6.30,54 (Pliezhausen, Tyskland 8 maj 2022) - 3 000 meter hinder – 9.52,49 (Norrköping, Sverige 5 augusti 2022) | Inomhus - 800 meter – 2.18,22 (Karlsruhe, Tyskland 25 januari 2022) - 1 500 meter – 4.32,57 (Karlsruhe, Tyskland 28 januari 2022) - 1 engelsk mil – 5.13,27 (Chapel Hill, North Carolina, USA 17 januari 2015) - 3 000 meter – 10.01,49 (Sindelfingen, Tyskland 12 februari 2022) |